# 퀄리파잉 오퍼
퀄리파잉 오퍼(영어: Qualifying Offer, QA)란 MLB에서 당해 자유 계약 선수(FA)로 풀리는 선수들에 한해 원 소속 팀으로부터 상위 125명의 평균 연봉을 제안하는 것을 말한다.

### 역사와 의의
기존에 존재하고 있던 MLB의 FA 제도는 리그 공인 선수 기록분석기관이었던 엘리아스 스포츠 뷰로에 의거하여 성적에 따라 선수 타입을 A, B로 나누어 분류하는데 기반하였다. A, B의 분류 기준은 다음과 같다.
```
- A 타입 선수:‘엘리아스 스포츠 뷰로’에서 직전 2년간 성적을 기초로 선수들을 분류, 상위 20%의 선수 (보상: 1라운드 지명권 및 샌드위치 지명권)
- B 타입 선수:‘엘리아스 스포츠 뷰로’에서 직전 2년간 성적을 기초로 선수들을 분류, 상위 20~40%의 선수 (보상: 1라운드 지명권)
- 나머지 선수:‘엘리아스 스포츠 뷰로’에서 직전 2년간 성적을 기초로 선수들을 분류, 상위 40~100%의 선수 (보상: 없음)
```

그러나 엘리아스 랭킹의 문제점은 '엘리아스 스포츠'라는 외주업체가 독점하는 것이었고, 특정 외주 업체가 선수들을 분류하는 방식이었다. 선수협은 이를 계속 따르기보다는 퀄리파잉 오퍼라는 자동적 보상 제도의 도입을 추구함으로서 선수들의 가치가 좀 더 높게 평가 받는 것을 원했다. 따라서 A/B 타입 선수 분류 방식의 자유계약선수제도가 사라지고, 2012시즌부터 퀄리파잉 오퍼 방식이 도입되었다. 그러나 4년 간의 도입 이후 정황은 퀄리파잉 오퍼의 단점을 보여주었다. 드래프트 1라운드 지명권의 가치가 상승하였고, 각 MLB 구단들은 퀄리파잉 오퍼를 받은 선수의 영입을 꺼리게 되었다. 최상위권의 선수라면 퀄리파잉 오퍼를 받았음에도 영입하는 것에 손실비중이 작았으나, 1라운드 지명권을 잃으면서 그 아랫급의 선수를 영입하는 것은 어렵기 때문이었다. 이에 따라 FA 미아가 되는 선수들이 속출하였고, 퀄리파잉 오퍼를 억지로 수용하는 선수들이 늘어감에 따라 선수협은 2016년,  퀄리파잉 오퍼 규약을 수정하였고, 반영된 내용은 다음과 같다.

### 계약 선수와의 교섭기간
1. 원 소속 구단의 제안 기간 - 당 해 월드시리즈 종료 후, 5일 이내
2. 원 소속 구단과의 계약 체결 교섭기간 - MLB사무국 발표 후, 10일 이내

### 계약 제시 조건
1. 원 소속 구단은 계약하고자 하는 선수를 1년 내내 보유하고 있어야 한다.
2. 원 소속 구단은 계약하고자 하는 선수에게 당 시즌 상위 연봉 125명의 평균 연봉을 지급해야 한다.
3. 선수는 퀄리파잉 오퍼를 경력 가운데 한 차례만 받을 수 있다.
4. 선수는 원 소속 구단으로부터 1년의 계약 기간을 제안받는다.

### 드래프트 지명권 손실
1. 원 소속 구단의 제안을 거절하고 타 구단과 FA 계약을 체결한 선수의 구단은 당 해 드래프트 지명권이 손실된다.

```
- 사치세를 내는 팀은 두 번째로 높은 지명권과 다섯 번째로 높은 지명권, 그리고 지정된 국제 유망주 계약금 총액 가운데 100만 달러를 잃는다.
- 수익분배금을 내는 빅마켓 팀은 두 번째로 높은 지명권과 지정된 국제 유망주 계약금 총액 가운데 50만 달러를 잃는다.
- 수익분배금을 받는 스몰마켓 팀은 세 번째로 높은 지명권만을 잃는다.
- 몰수된 국제 유망주 계약금 총액은 나머지 팀들에게 균등하게 분배된다.
```

### 드래프트 지명권 보상
1. 원 소속 구단은 계약을 제시받은 선수가 타 구단과 FA 계약을 체결하였을 경우, 당 해 드래프트 지명권을 보상한다.

```
- 사치세를 내는 팀은 4라운드와 5라운드 사이의 지명권을 보상으로 받는다.
- 수익분배금을 내는 팀은 2라운드와 3라운드 사이의 지명권을 보상으로 받는다.
- 수익분배금을 받는 팀은 QO를 받은 선수가 총액 5000만 달러 이상의 계약을 맺었을 경우 1라운드와 2라운드 사이 지명권을, 총액 5000만 달러 이하의 계약을 맺었을 경우엔 2라운드와 3라운드 사이의 지명권을 보상으로 받는다.

```